# Cozma Lostun

Episcopul Cozma Lostun.

Cozma Lostun (n. 26 aprilie 1931, satul Neagra Șarului, comuna Șaru Dornei, județul Suceava – d. 2 martie 2002, Mănăstirea Dornelor) a fost un cleric ortodox român de stil vechi, care a îndeplinit demnitatea de episcop-vicar al Bisericii Ortodoxe de Stil Vechi din România (1978-1985).

## Biografie
Cozma Lostun s-a născut la data de 26 aprilie 1931, în satul Neagra Șarului din comuna Șaru Dornei  județul Suceava, primind la botez numele de Constantin. Încă din tinerețe s-a distins prin zelul său și l-a urmat pe părintele Glicherie Tănase la Mănăstirea Slătioara, participând la construirea acesteia. În anul 1956 a fost hirotonit ieromonah de către PS Glicherie și ulterior a fost numit stareț al Mănăstirii Slătioara.
La data de 1/14 noiembrie 1978, "la îndemnul unor persoane din afara Bisericii" , arhimandritul Cozma Lostun a fost hirotonit ca episcop-vicar al Mitropoliei Ortodoxe pe Stil Vechi din România de către mitropolitul Glicherie Tănase, asistat de către episcopul Silvestru Onofrei. În perioada 1977-1978, episcopul Cozma s-a ocupat de construcția unei noi aripi a Mănăstirii Slătioara.
La data de 13/26 noiembrie 1981, PS Cozma, împreună cu IPS Glicherie și PS Silvestru l-au hirotonit ca arhiereu pe arhimandritul Demosten Ioniță.

## Cauzele schismei
În anul 1977, Biserica Ortodoxă de Stil Vechi din România a intrat în contact cu Biserica Ortodoxă de Stil vechi a Greciei. Astfel, preotul român Vasile Pătrăcescu a vizitat Mănăstirea Sf. Ciprian și Justina, care se afla sub omoforul Sinodului condus de arhiepiscopul Auxentios. În același an, starețul mănăstirii sus-menționate, arhimandritul Kiprian, a efectuat o vizită la Biserica Ortodoxă de stil vechi din România. La revenirea sa în Grecia, el a făcut un raport favorabil despre Biserica din România și Biserica de stil vechi din Grecia a fost de acord să stabilească relații cu Biserica din România. Ca urmare, în 1979, episcopul Silvestru Onofrei a semnat declarația de intrare în comuniune euharistică cu sinodul condus de mitropolitul Kallistos de Corint, în timpul unei vizite în Grecia. Cu prilejul aceleiași vizite, a fost confirmată validitatea hirotoniilor episcopale din ierarhia română.
În anul 1983, mitropolitul Glicherie a devenit grav bolnav. Nu a fost numit nici un locum tenens, dar episcopul Silvestru a preluat conducerea Sf. Sinod, în calitate de cel mai vechi episcop.
În același an, mitropolitul Kallistos de Corint a părăsit sinodul bisericii din Grecia ca urmare a unor neînțelegeri de ordin ecleziologic, iar mitropolitul Antonios a devenit președintele Sinodului Kalistit. În anul 1984, Sinodul Kalistit s-a unit cu Sinodul mitropolitului Gherontios, dar mitropolitul Kiprianos de Oropos și Fili a refuzat să accepte acest lucru și a fondat un nou sinod împreună cu episcopul Giovanni de Sardinia. Datorită relațiilor sale personale cu românii, mitropolitul Kiprianos i-a convins să rămână în comuniune cu aceștia și astfel Biserica Ortodoxă de stil vechi din România a intrat în comuniune cu Sinodul Kiprianit. PS Cozma a protestat, fiind nemulțumit de intrarea în comuniune cu mitropolitul Kiprian de Oropos și Fili, considerându-l eretic, deoarece era considerat modernist și susținea o ecleziologie "falsă". El susținea păstrarea tradiționalismului ortodox, refuzând orice element de modernitate.
În luna martie 1984, a avut loc un puternic incendiu la Mănăstirea Slătioara, focul izbucnind în paralel în 5-6 locuri. În chilii au fost găsit câteva sticle incendiare. Focul a mistuit câteva clădiri de bunuri materiale și alimente. Episcopii Silvestru și Demostene l-au acuzat pe episcopul Cozma că a pus deliberat focul și că ar fi agent al Securității strecurat în mănăstire cu scopul de a o submina din interior.
Episcopul Cozma a intrat în conflict cu ceilalți episcopi ai Bisericii de Stil Vechi, fiind acuzat de nenumărate fapte imorale și contrare intereselor Bisericii, mai ales în ce privește recunoașterea cultului și bunul mers al mănăstirii. La rândul său, PS Cozma i-a acuzat pe cei doi episcopi că dau vina pe el pentru incendiu cu scopul de a-l alunga din mănăstire, deoarece el susține o ecleziologie strictă și nu dorește intrarea în comuniune cu Sinodul Kiprianit "al Rezistenței". Ca urmare a acuzațiilor celor doi episcopi, PS Cozma a fost obligat de furia poporului să se retragă la casa părintească pe lângă Vatra Dornei . Nu i s-a permis să comunice nici cu mitropolitul Glicherie, care era îngrijit de ieromonahii Vlasie Mogârzan, Veniamin și Mirea. Pr. Vlasie a fost ales ulterior ca stareț al mănăstirii. Episcopul Cozma a scris președintelui comunist Nicolae Ceaușescu, cerându-i să ordone o investigație cu privire la incendiul de la Slătioara, dar autoritățile nu i-au răspuns și nici nu au inițiat vreo cercetare.
În perioada 1985-1989 a fost pus în suspendare de către Sinodul Bisericii Ortodoxe de Stil Vechi din România. Pentru a combate "erorile" Bisericii Ortodoxe de stil vechi din România, PS Cozma a fondat Comitetul Național pentru Mântuirea Bisericii ortodoxe Adevărate a României. În anul 1985, episcopul Cozma a trimis o scrisoare Sinodului Bisericii Ortodoxe de stil vechi din România în care spunea: "Dacă vreuna dintre cele 200 acuzații la adresa mea este dovedită a fi adevărată, vă rog să mă depuneți din treaptă. Vreau să vorbesc cu părintele meu spiritual, mitropolitul!" Sinodul nu i-a răspuns. Organele de miliție l-au anchetat și apoi l-au plasat sub supraveghere în satul natal.
În anul 1985, IPS Glicherie a trecut la cele veșnice. Episcopul Cozma i-a scris noului mitropolit Silvestru, acuzându-l de schimbarea ecleziologiei bisericii, de sechestrarea mitropolitului Glicherie și de neinformarea acestuia cu privire la schimbarea ecleziologiei. Noul mitropolit Silvestru nu i-a răspuns.
Între anii 1985-1989, episcopul Cozma s-a aflat izolat în satul natal, fiind supravegheat permanent de către miliție.

## Fondator al unei noi Biserici

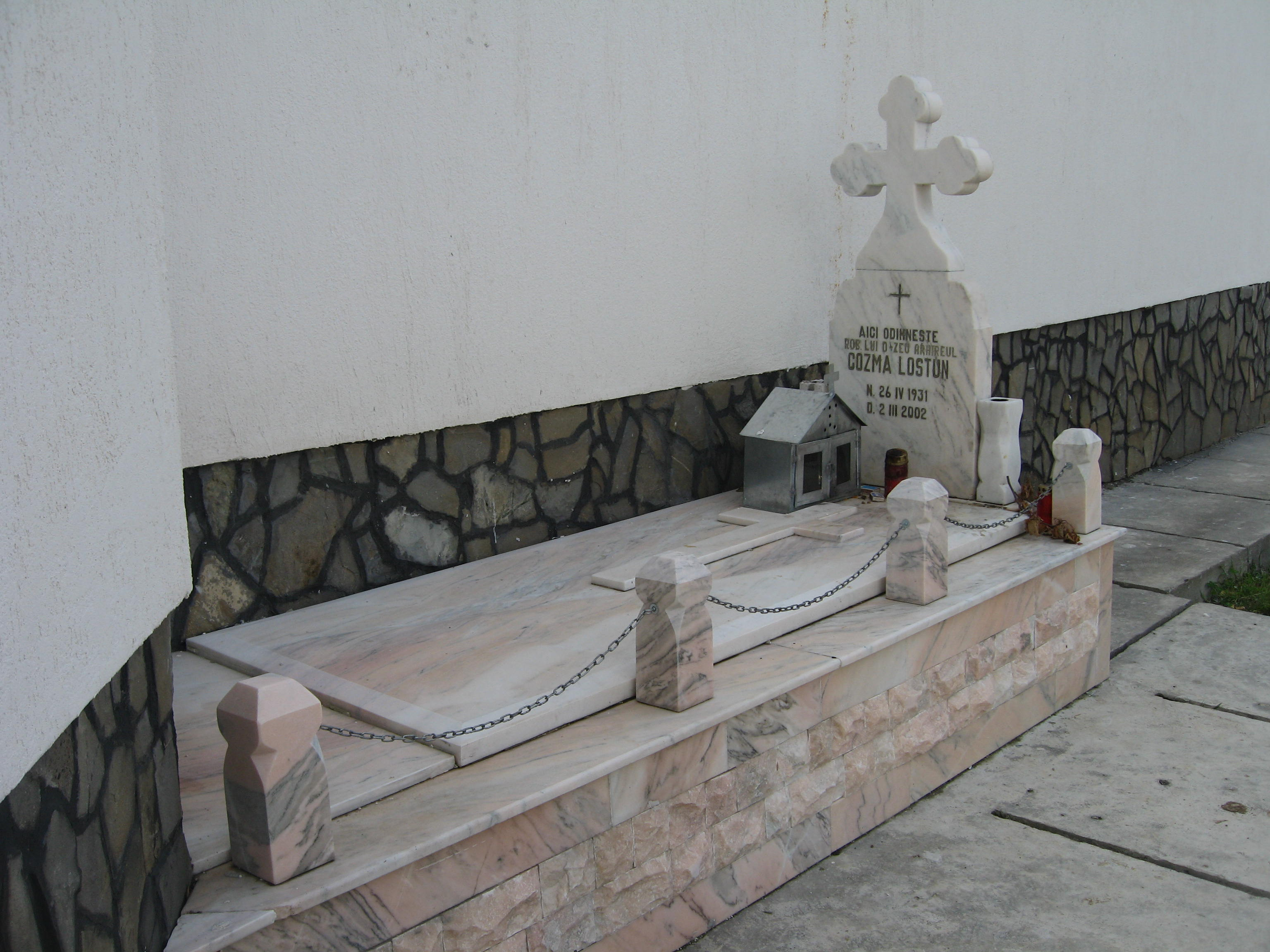
Mormântul PS Cozma la Mănăstirea Dornelor

PS Cozma a plecat în satul său natal (Neagra Șarului), înființând Mănăstirea Dornelor și căutând să se alăture unei alte jurisdicții. Într-o scrisoare din 5/18 mai 1992, a anunțat că se separă de conducerea Bisericii Ortodoxe de Stil Vechi a mitropolitului Vlasie Mogârzan. I-a acuzat pe ceilalți episcopi (în special pe mitropolitul Vlasie) de legături cu fosta Securitate de izolare a IPS Glicherie și de complot împotriva sa, prin răspândirea de afirmații răutăcioase la adresa persoanei sale. El a scris că refuză să recunoască biserica condusă de mitropolitul Vlasie, despre care a scris: '"Biserica Ortodoxă Adevărată în care am lucrat și pe care am servit-o toată viața nu este aceasta. Totul s-a schimbat. Ei au introdus o nouă ecleziologie și modernism. Eu continui să fiu episcop al aceleiași biserici ortodoxe adevărate pe care a înființat-o părintele meu spiritual, mitropolitul Glicherie, nu al acestei noi "Biserici" pe care a creat-o acum Vlasie. Vlasie și cei cu el sunt o rușine pentru Ortodoxie!" 
În anul 1995, episcopul Cozma a paralizat după un accident cerebral. Construcția bisericii de la Mănăstirea Dornelor a fost stopată. În anul 1997, relicvele mitropolitului Glicherie au fost exhumate și au fost găsite neputrezite, iar Sinodul condus de mitropolitul Vlasie l-a canonizat ca sfânt pe IPS Glicherie. Deși era bolnav și nu putea să meargă, episcopul Cozma a călătorit totuși la Mănăstirea Slătioara pentru a venera relicvele părintelui său spiritual. PS Cozma a afirmat că mitropolitul Vlasie nu i-a permis să participe la canonizarea Sf. Glicherie de la Mănăstirea Slătioara, interzicânu-i să intre pe teritoriul mănăstirii . 
La data de 6/19 august 2000, PS Cozma a scris o Declarație prin care a anunțat că s-a despărțit de Biserica condusă de mitropolitul Vlasie, în special din cauza aderării acesteia la Biserica considerată eretică a mitropolitului Kiprian . A anunțat crearea unei "Biserici Ortodoxe Tradiționale din România", fidelă calendarului iulian și continuatoare a Bisericii IPS Glicherie, denunțând ecumenismul și folosirea calendarului gregorian ca erezii. A cerut aderarea la Biserica Ortodoxă Tradițională a Greciei, condusă de arhiepiscopul Andrei, cunoscută sub denumirea de Sinodul Mateit. La acea dată, el avea câteva sute de adepți. 
După efectuarea cererii către Sf. Sinod al Adevăratei Biserici Ortodoxe a Greciei condusă de către mitropolitul Kallinikos Haniotis de Fthiotida (1995-2004), la data de 25 mai 2001 la Atena, PS Cozma a fost acceptat ca Mitropolit retras al Moldovei și Locum Tenens de București și al întregii Românii, deoarece era paralizat după un accident cerebral. Ca Exarh al României, a fost desemnat mitropolitul grec Christoforos Angelopoulos de Messogea și al Insulelor. Episcopul Cozma Lostun a trecut la cele veșnice la 17 februarie/2 martie 2002, fiind înmormântat lângă zidul bisericii de la Mănăstirea din Șaru Dornei.